# França Equinocial
Denomina-se França Equinocial aos esforços franceses de colonização da América do Sul em torno da linha do Equador (antigamente denominada de linha Equinocial), no século XVII. O mais significativo legado desse empreendimento colonial é a cidade de São Luís,  atual capital do estado brasileiro do Maranhão, originalmente uma feitoria francesa.

## História

### O império colonial Francês

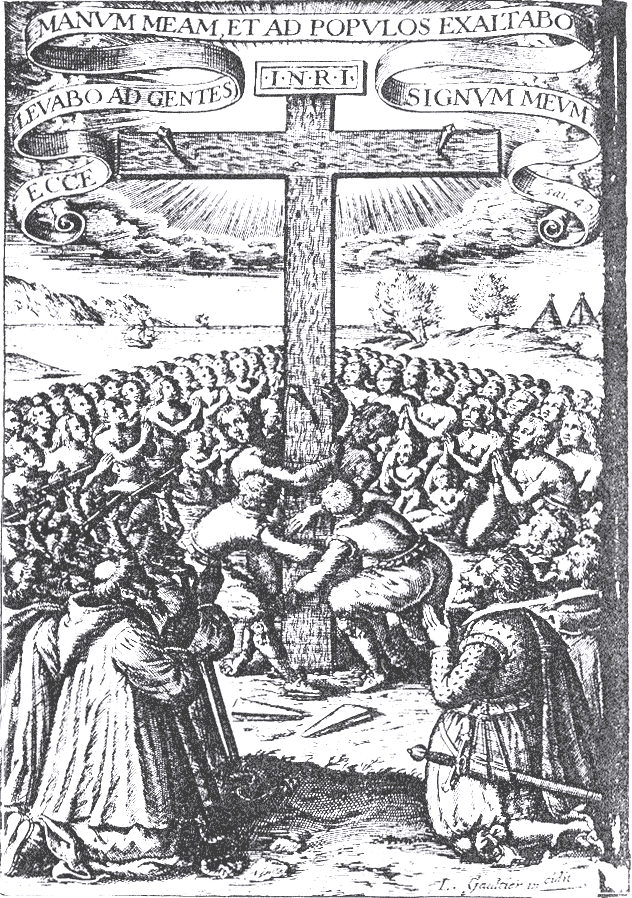
Ilustração da obra de Claude d'Abbeville, "Histoire de la mission..." (Paris, 1614): levantamento da cruz na colônia francesa.

O Império colonial Francês no Novo Mundo também incluía a Nova França na América do Norte, particularmente no que é hoje a província do Québec, no Canadá, e a França Antártica, na atual cidade do Rio de Janeiro, no Brasil. As nações ibéricas consideravam que esses assentamentos violavam não apenas a bula papal de 1493, como o Tratado de Tordesilhas (1494), documentos que dividiam o globo igualmente entre ambas, excluindo as demais nações dessa partilha.

### Feitoria francesa e preparativos (1594-1612)
Em 1594, o corsário francês Jacques Riffault partiu para os territórios reivindicados pela União Ibérica na América do Sul, tendo em vista conquistar terras em nome da França. Ele se aliou a grupos indígenas do Brasil, mas sua campanha foi interrompida por divergências entre os franceses e pelo naufrágio do seu navio principal, no litoral do Maranhão. Como a embarcação que restou não comportava todos os franceses, boa parte deles tiveram que ficar em terra. Os que permaneceram, liderados por Charles des Vaux, estabeleceram uma feitoria, conquistaram a amizade dos indígenas e passaram a viver entre eles, aprendendo sua língua e guerreando contra as tribos inimigas. Observando a abundância de recursos naturais da terra, Vaux persuadiu os indígenas a futuramente se converterem ao cristianismo e a se submeterem à autoridade francesa.
Vaux conseguiu voltar à França, e relatou suas experiências ao rei Henrique IV. O rei o enviou novamente à região, junto a Daniel de la Touche, senhor de la Ravardière, numa viagem de reconhecimento para avaliar a possibilidade de estabelecer de uma colônia. Não obstante aquele soberano ter sido assassinado nesse meio-tempo, Ravardière, entusiasmado com a terra, obteve da rainha Maria de Médicis, regente na menoridade de Luís XIII de França, a concessão para estabelecer uma colônia ao sul do Equador, 50 léguas para cada lado do forte a ser construído. Esse nobre era um marinheiro experiente e já havia explorado o litoral das Guianas em 1604, acompanhando o navegador Jean Mocquet.
A empresa marítima despertou o interesse de particulares calvinistas, como o banqueiro Nicolas de Harlay (barão de Sancy), e François de Razilly, os quais, junto a Ravardière, proporcionaram os recursos para o empreendimento, cada um com um terço da participação. A rainha regente nomeou esses três nobres tenentes-generais do rei nas Índias Ocidentais. O estabelecimento da chamada França Equinocial iniciou-se em março de 1612, quando uma expedição francesa partiu do porto de Cancale, na Bretanha, com destino à costa do atual estado brasileiro do Maranhão. A expedição contava com cerca de quinhentos colonos a bordo de três navios - Régente, Charlote e Saint-Anne - comandados, respectivamente, por Ravardière, Sancy e Razilly.

### Fundação de São Luís e exploração das regiões vizinhas (1612)
Os franceses, após passarem pelo arquipélago de Fernando de Noronha, desembarcaram, em julho de 1612, na ilha de Upaon-Mirim, transferindo-se para Upaon-Açu. Para facilitar a defesa, os colonos fundaram um forte batizado de Saint Louis, em homenagem ao soberano, Luís XIII de França (1610-1643). No dia 8 de Setembro de 1612, frades capuchinhos rezaram a primeira missa, sendo iniciada a construção do forte, localizado entre os rios Anil e Bacanga, onde atualmente se localiza o Palácio dos Leões. Para construir o forte, Ravardière e Razilly "(...) escolheram uma bela praça, muito indicada para esse fim por se achar numa alta montanha e na ponta de um rochedo inacessível e mais elevado do que todos os outros e donde se descortina o terreno a perder de vista". A construção foi feita com amplo apoio da mão-de-obra indígena, oriunda tanto da Ilha quanto de Tapuitapera (atual região de Alcântara e Guimarães).
Segundo relato de Claude d'Abbeville, havia de 10 a 12 mil índios na ilha, distribuídos em 27 aldeias, compostas cada uma de 4 cabanas ordenadas.

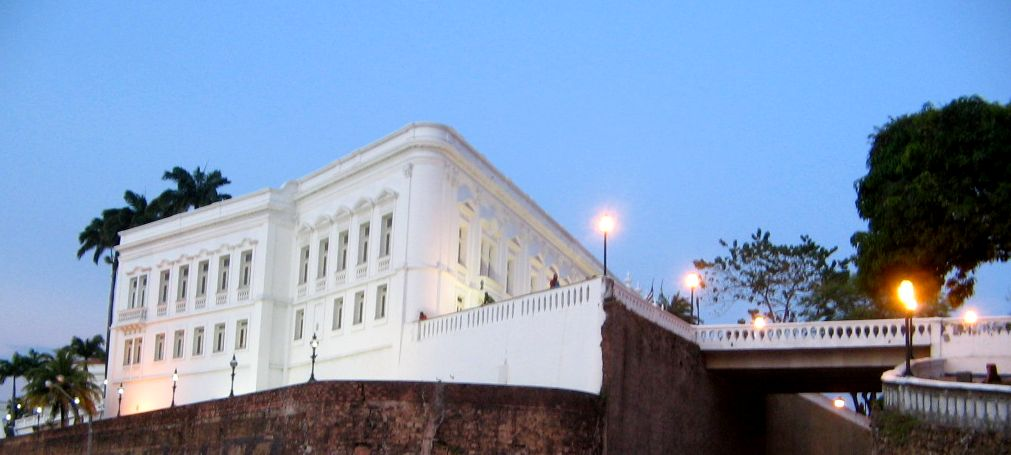
O atual Palácio dos Leões, construído no local onde ficava o forte estabelecido pelos franceses

Paralelamente, os franceses buscaram explorar a região. Uma expedição francesa foi enviada ao Rio Mearim em 1612 ou 1613, mas a maior parte das informações dessa viagem foram perdidas numa lacuna entre os capítulos III e VI na obra de Évreux. Uma segunda expedição explorou uma área de terra firme, distante 40 ou 50 léguas do Mearim, onde os franceses encontraram terra fértil e adequada ao cultivo de cana-de-açúcar. Esta região compreende uma "(...) vasta e comprida planície de junco e caniços, atravessando água pela cintura (...)" e "(...) A terra é cortada por muitos riachos (...)", tratando-se possivelmente da Região dos Lagos da Baixada Maranhense. Um terceiro grupo, liderado por Louis de Pézieux, explorou o Uarpi (possivelmente o Rio Gurupi), com os objetivos de procurar minas de ouro e prata e fazer contato com comunidades indígenas da região. Monsieur du Prat explorou o Rio Grajaú, onde encontrou uma nação de tapuias.
No fim de 1612, os franceses deliberaram que Razilly retornasse à França para pedir mais recursos para a colônia, uma vez que o número de colonos e de religiosos era considerado pequeno. Em 30 de novembro desse ano, Ravardière cedeu a ele sua parcela como governante da colônia, visando evitar possíveis divisões, e prometeu retornar à França quando Razilly voltasse ao Maranhão. Este partiu em 9 de dezembro de 1612 na nau Régente, acompanhado pelo padre Abbeville e por seis embaixadores indígenas, três dos quais morreram na França devido a doenças. Razilly não conseguiu o apoio que esperava da Coroa francesa, pois a rainha regente tinha interesse em firmar uma aliança com a Espanha, aproximando-se do rei Filipe III.

### Exploração da Amazônia e batalha contra indígenas (1613)
Em 8 de julho de 1613, Daniel de la Touche partiu para uma expedição com destino ao Rio Amazonas, levando 50 franceses e 20 indígenas. O grupo passou por Tapuitapera e seguiu para Caeté (atual Bragança), de onde partiu em 17 de agosto. Em seguida, passaram pela aldeia Meron, e adentraram o Rio Pará, onde encontraram muitas aldeias habitadas. Numa dessas aldeias, os chefes suplicaram aos franceses que guerreassem contra os camarapins, um povo inimigo descrito como cruel e praticante de canibalismo, e ofereceram um grande reforço à expedição, que passou a contar com 1.200 membros. Os franceses entraram no Rio dos Pacajarés, depois no rio Parisop. Chegaram a uma grande aldeia chamada Uacuaçu, que simpatizou com a expedição e concedeu um novo reforço de combatentes. Estes conduziram o grupo à povoação dos inimigos, que moravam em palafitas construídas com grossas árvores, denominadas "iuras". Os franceses e seus aliados atacaram os nativos da área com armas de fogo, matando pelo menos 60 deles. Os camarapins resistiram de forma obstinada e se provaram muito habilidosos no uso do arco, e não se renderam, apesar da desvantagem tecnológica. Essa tribo aparentemente está extinta, mas o relato de Yves d'Évreux não deixa claro se os franceses conseguiram ou não subjuga-los naquela ocasião.
Atualmente, são desconhecidas as localizações exatas de Parisop, do Rio dos Pacajarés e da aldeia dos camarapins. Uma hipótese é a de que Daniel de la Touche navegou pelo Rio Tocantins, visitou a Aldeia dos Parijós, na área da atual cidade de Cametá e, em seguida, explorou o Rio Pacajá. Segundo o historiador Franz Obermeier, os camarapins seriam os habitantes das margens do Rio Camaraipi, que banha o atual município de Portel. Segundo Monsieur de la Planque, outro nobre que participou da viagem, o Rio dos Pacajarés forma um salto de mais de 25 toesas de altura naquela região. Sendo assim, outra hipótese afirma que os franceses navegaram apenas pelo Rio Tocantins, chegando possivelmente às corredeiras de Itaboca, submersas após a construção da Hidrelétrica de Tucuruí.
Cerca de um mês após a partida do grupo para o Amazonas, embarcações portuguesas foram avistadas nos arredores da Ilha de Upaon-Açu. Tratava-se de uma expedição comandada por Martim Soares Moreno para fazer o reconhecimento da região. Pézieux enviou franceses numa canoa para comunicar o ocorrido a Ravardière, que recebeu as notícias 3 meses depois. Ele imediatamente interrompeu a expedição ao Amazonas e voltou a São Luís, passando a trabalhar no melhoramento das defesas do forte. Ravardière deixou em seu lugar outro fidalgo, Monsieur de la Blanjartier (ou Blanjartière), para prosseguir com a exploração.
Em sua extensão máxima, o território sob domínio da França Equinocial se estendia desde o litoral maranhense, até o norte do atual estado do Tocantins, dominando também quase todo o leste do Pará e boa parte do Amapá. Os franceses se estabeleceram em São Luís, explorando a região até o Rio Tocantins. Os franceses foram os primeiros europeus a chegar à foz do Rio Araguaia (região do Bico do Papagaio) em 1613.

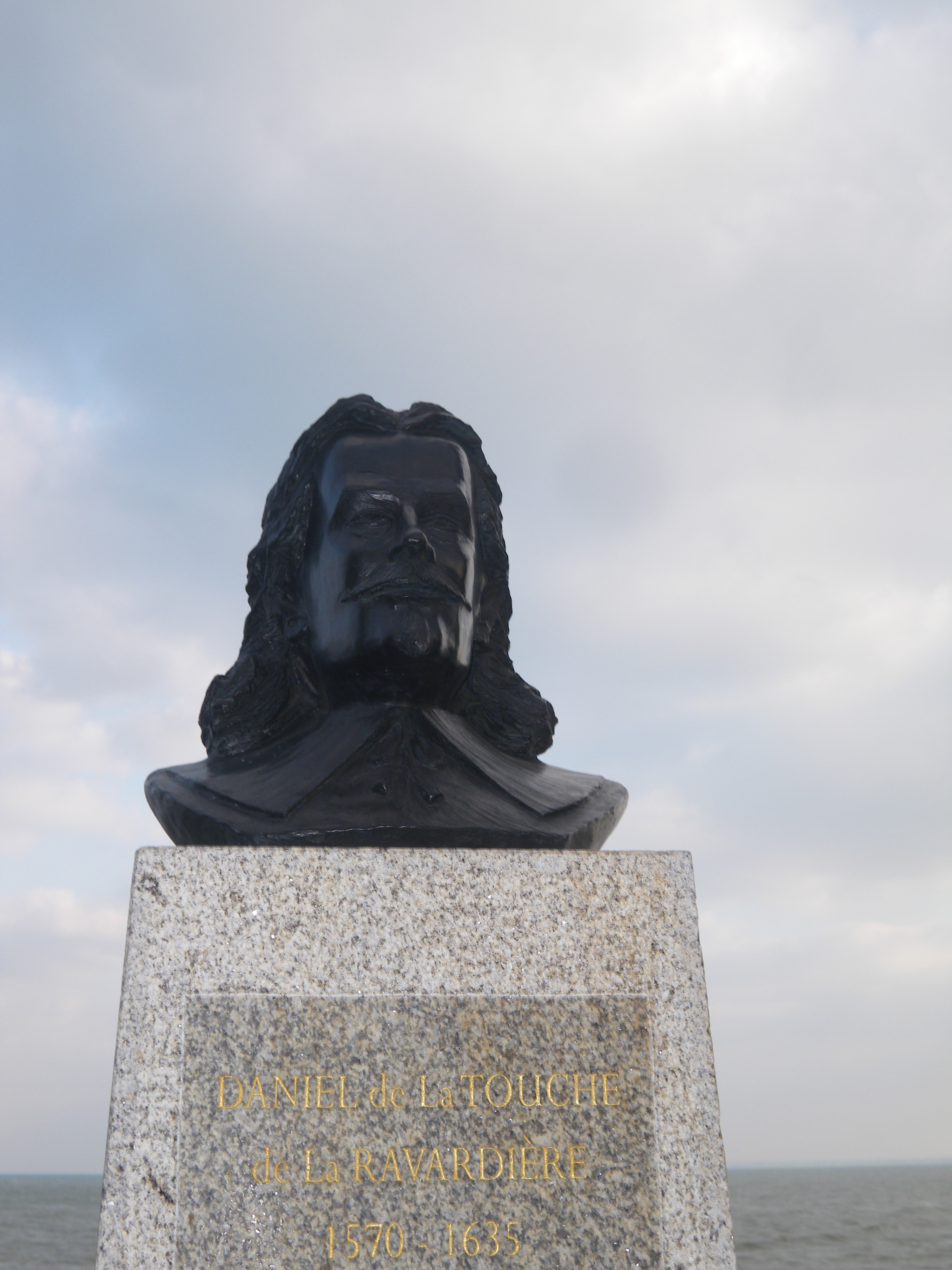
Busto de Daniel de La Touche em Cancale, França

### Confronto contra os portugueses (1614)
Cientes da presença francesa na região, os portugueses reuniram tropas a partir da Capitania de Pernambuco, sob ordem de Alexandre de Moura e comando de Jerônimo de Albuquerque, para expulsar os franceses e tomar o território em nome de Portugal.
Enquanto isso, Razilly continuava na França, buscando apoio da Coroa para socorrer Ravardière. Conseguiu recrutar 300 novos colonos e 12 religiosos capuchinhos, que mandou ao Maranhão na nau Régente em 28 de março de 1614, sob comando de Monsieur du Prat. Razilly permaneceu na França, persistindo em buscar recursos para a colônia, mas com a aproximação política entre a França e a Espanha, acabou finalmente desistindo do projeto. Dessa forma, a colônia francesa não recebeu todos os reforços de que precisava. Em 12 de junho de 1614, durante a viagem ao Maranhão, du Prat atacou o Fortim de Nossa Senhora do Rosário, erguido pelos portugueses no litoral do Ceará, mas não conseguiu tomar a fortificação.
Em 19 de novembro de 1614, na região do Rio Munim, ocorreu a Batalha de Guaxenduba, vencida pelos portugueses, embora os franceses estivessem em vantagem numérica e de recursos.

### Rendição dos franceses (1615)
Após o confronto, Ravardière e Albuquerque se comunicaram por correspondência por alguns dias, até que chegaram a um acordo de paz, assinado em 28 de novembro, dando trégua às hostilidades. O acordo estabelecia que um fidalgo português e um francês fossem à França, e igualmente um de cada país fosse à Espanha, para buscar nas duas Cortes uma saída diplomática para o conflito e decidir qual das duas nações deveria possuir a região. Quando esses fidalgos retornassem para comunicar a decisão, o grupo destinado a sair deveria deixar o Maranhão em até 3 meses, pacificamente. Gregório Fragoso de Albuquerque e Monsieur du Prat partiram para a França, e no mês seguinte, Diogo de Campos e Matieu Maillar partiram para Lisboa.
Os portugueses permaneceram acampados na área do Forte de Santa Maria de Guaxenduba, enquanto os franceses se recolheram ao Forte de São Luís; ambos os lados tinham a esperança de receber reforços. No início de 1615, chegaram Miguel de Siqueira Sanhudo e Francisco Caldeira Castelo Branco, com um reforço de tropas de Portugal, da Bahia e de Pernambuco. Jerônimo de Albuquerque mandou notificar Ravardière de que aqueles recém-chegados haviam trazido ordens do rei confirmando que as terras pertenciam a Portugal. Ravardière entregou o Forte de São José de Itapari aos portugueses para ganhar tempo, e se comprometeu a deixar o Maranhão em 5 meses, desde que os lusitanos pagassem pela artilharia deixada para trás e lhes fornecessem embarcações para o transporte. Muitos franceses prometeram sua lealdade à Coroa da Espanha, desejando permanecer no Maranhão como moradores; a ideia de mante-los como súditos da Espanha foi inicialmente bem vista, mas foi abandonada devido à informação de que os franceses supostamente estavam preparando uma frota de 18 navios para socorrer a colônia do Maranhão. Em Olinda, o governador-geral Gaspar de Sousa preparou um contingente de 900 homens, embarcados em 7 navios, sob comando de Alexandre de Moura, para consolidar o domínio sobre o território.
Moura chegou ao Maranhão no fim de outubro de 1615, encontrou o exército de Albuquerque e assumiu o comando de toda a operação, por ser de patente superior. Em 1º de novembro, a força portuguesa desembarcou na ponta de São Francisco; no dia seguinte, Ravardière assumiu o compromisso de se render. Descumprindo o acordo celebrado por Albuquerque no ano anterior, Moura exigiu a entrega do forte sem qualquer pagamento pela artilharia e munições. Na tarde de 3 de novembro de 1615, Moura ordenou que o forte fosse cercado, e Ravardière entregou a fortificação aos portugueses, pacificamente. Os lusitanos ofereceram 3 de seus próprios navios para a retirada dos franceses, dos quais 400 partiram imediatamente.

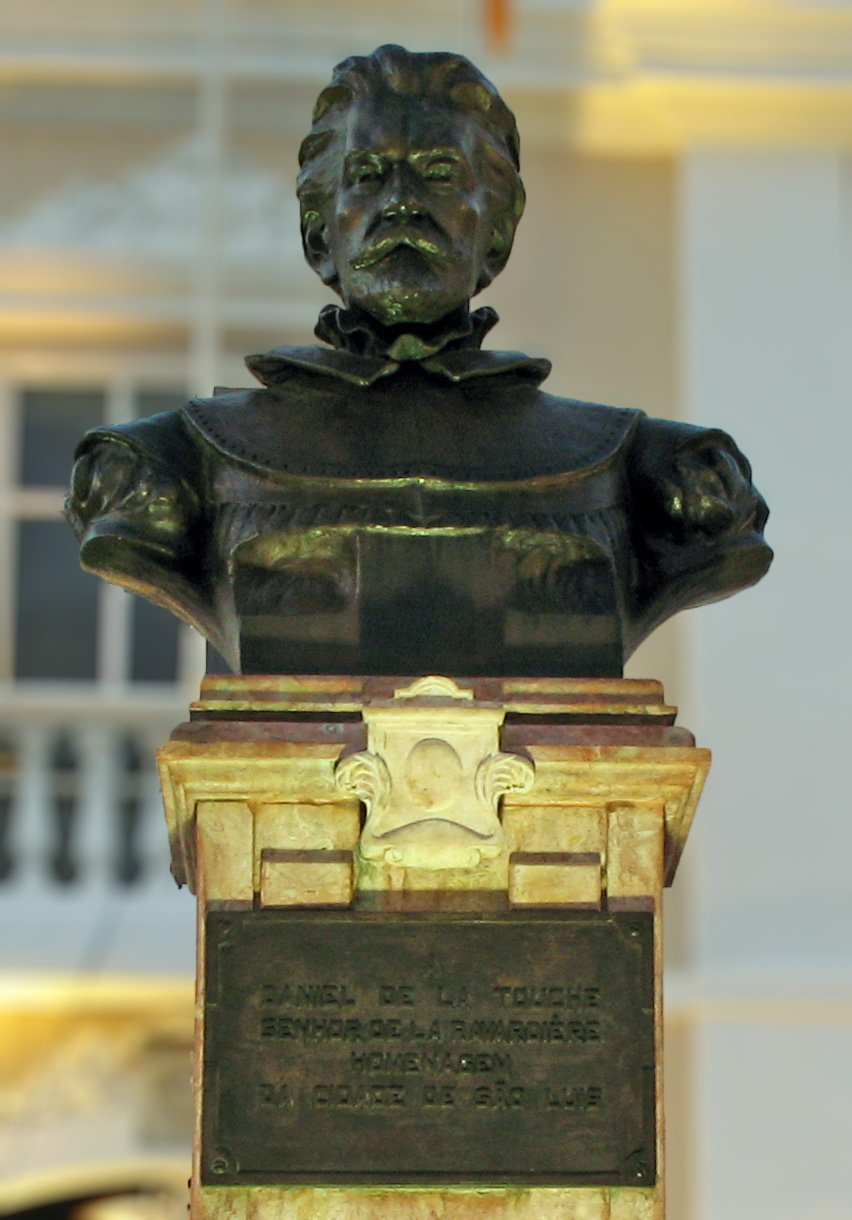
Busto de Daniel de La Touche, em frente à Prefeitura de São Luís.

### Desfecho da conquista portuguesa
Berredo (1749) menciona que "alguns franceses", casados com mulheres indígenas, foram autorizados a permanecer no Maranhão após a rendição do Forte de São Luís. Segundo Simão Estácio da Silveira (1624), esses moradores eram "(...) ferreiros, e gente de préstimo à conquista, e os que melhor sabem a terra". Cesar Marques afirma que, no século XVII, o local onde hoje se localiza a Igreja de Nossa Senhora do Rosário dos Pretos era conhecido como "sítio de Monsieur de Pinau", uma possível referência a um morador francês.
Ravardière, Charles des Vaux e outros franceses foram levados como prisioneiros pelos lusitanos, e ficaram presos na Torre de Belém até 1619 ou 1620. Vaux foi acusado de fomentar uma série de revoltas indígenas conhecidas como Levante dos Tupinambás, ocorridas a partir de 1617, e morreu no cárcere.
O grupo que explorou a Amazônia, do qual Monsieur de la Planque fazia parte, desejou voltar a São Luís, mas recebeu a notícia de que a Ilha havia sido tomada pelos portugueses. Sabendo disso, fugiram para o interior com os indígenas, vivendo entre eles por cerca de 4 anos. A necessidade levou Planque e seus companheiros a servir a capitães portugueses, com os quais exploraram alguns rios do Maranhão e lutaram contra tribos indígenas. Posteriormente, Planque conseguiu embarcar para Santo Domingo, depois para Havana, e retornou à Europa após muitas dificuldades.

## Tentativas posteriores de colonização
Os franceses fizeram novas tentativas de colonização mais ao norte, na foz do rio Amazonas e fracassaram (de onde também foram expulsos) e na região da atual Guiana Francesa, em 1626 onde lograram sucesso. Caiena viria a ser fundada em 1635 por iniciativa da "Compagnie de la France Équinoxiale" (criada nesse ano e recriada em 1645, tendo sido encerrada por duas vezes por dificuldades de gestão).[carece de fontes?]
O estabelecimento francês na Guiana só viria a firmar-se, entretanto, após 1674, quando passou para a administração direta da Coroa Francesa, administrada por um Governador nomeado pelo soberano. Atualmente, a Guiana Francesa é um departamento da França continental.

## Relações com os indígenas

### Aldeias da Ilha
Abbeville enumera 27 aldeias na Ilha Grande, entretanto, muitas delas mudavam de local ou se uniam a outras, gerando dificuldade em se saber a sua localização exata. Várias dessas aldeias originaram bairros e povoados ou comunidades rurais da ilha, marcando a formação cultural da região. Algumas delas são: Maracana-pisip (Maracanã), Araçui Jeuve (Araçagi), Pindotube (Pindoba) e Meurutieuve (Miritiua).
O ponto de chegada dos franceses à Ilha de São Luís foi Jeviree (atual São Francisco), aldeia que servia de porto aos tupinambás, em 6 de agosto de 1612. Em 28 de setembro desse ano, Abbeville e Arsênio começaram a percorrer as aldeias da Ilha, levando as vestimentas e objetos necessários às atividades eclesiásticas. A primeira aldeia visitada, foi Toroup (atual Turu), e a última foi Tapi-Tuçu ou Tapiruçu (na ilha de Tauá-Mirim), aldeia que foi visitada pelo padre Arsênio. No percurso, os franceses visitaram a aldeia de Juniparã (Jeniparana), Itapari (atual Itapari), passando por Carnaupió e Uatimbou (atual Timbuba). Na outra margem de Itapari, situava-se Euaive (atual Iguaíba). Porém, para ser visitada, os franceses primeiro foram para Timboí (região da atual praia de Panaquatira), depois fizeram caminho inverso até Juniparã. Desta aldeia, partiram para Eussauap (Uçaguaba, atual Vinhais Velho), passando por Maioba (atual bairro da Maioba) e Coieup (Cuiaíba, atual bairro Pão de Açúcar). Os franceses também visitaram outras aldeias da ilha, até retornar ao Forte.

### Estilo de vida dos nativos

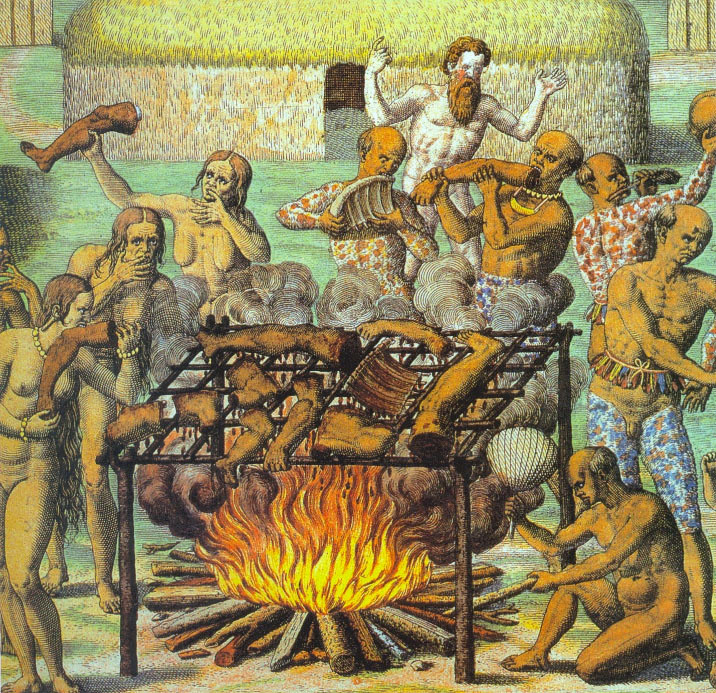
Cena de canibalismo no Brasil, conforme descrita por Hans Staden em suas viagens

Os tupinambás da Ilha de São Luís eram seminômades, permanecendo por 5 a 6 anos no mesmo lugar; após esse período, selecionavam um novo local a cerca de meia légua de distância, queimavam a vegetação, construíam uma nova aldeia e destruíam a anterior. Faziam isso pelo costume herdado dos antepassados, ou porque suas plantações produziam melhor em terras novas. Cada aldeia era composta por 4 grandes cabanas feitas de madeira e cobertas com folhas de pindoba, cada uma tendo de 20 a 30 pés de largura e de 200 a 500 pés de comprimento.
A poligamia era aceita entre os homens, mas só costumava ser exercida por aqueles de maior prestígio nas aldeias. O casamento era um procedimento simples, bastando que o pretendente tivesse o consentimento da mulher e de sua família; o divórcio também era livre, dependendo apenas da vontade dos cônjuges. Em ocasiões especiais, eram organizadas festas chamadas cauins, nas quais os envolvidos se serviam da bebida alcoólica de mesmo nome, feita à base de caju ou macaxeira. Nessas celebrações, homens e mulheres dançavam juntos, muitas vezes despidos, se embebedavam e fumavam tabaco durante dois ou três dias sem pausa.
Entre os índios do Maranhão, a guerra era praticada não para conquistar terras ou espólios, mas sim para se vingar de ofensas ou da morte de amigos e familiares pelas mãos dos inimigos. Os inimigos capturados eram levados à aldeia dos vencedores, que os alimentavam muito bem e lhes ofereciam suas filhas e irmãs em casamento; os prisioneiros não fugiam, embora não lhes faltasse oportunidade, porque ao fazer isso, seriam considerados covardes pelo seu povo. Eventualmente, nas ocasiões de "cauinagem", os prisioneiros mais gordos eram selecionados de surpresa para serem mortos e comidos. Durante dois ou três dias, os habitantes da aldeia se divertiam às custas do prisioneiro, organizando encenações de fuga e vingança, até que por fim o matavam. O corpo do inimigo era cortado, os pedaços eram assados sobre um moquém e servidos à comunidade. Se a mulher do prisioneiro estivesse grávida, ela também era morta e comida ou, em outros casos, os vencedores esperavam que o filho do morto nascesse, para ser devorado como o pai. A depravação dos cauins e a crueldade dos rituais antropofágicos causavam desgosto aos franceses, que buscaram coibir essas práticas.

### Alianças e catequização dos indígenas

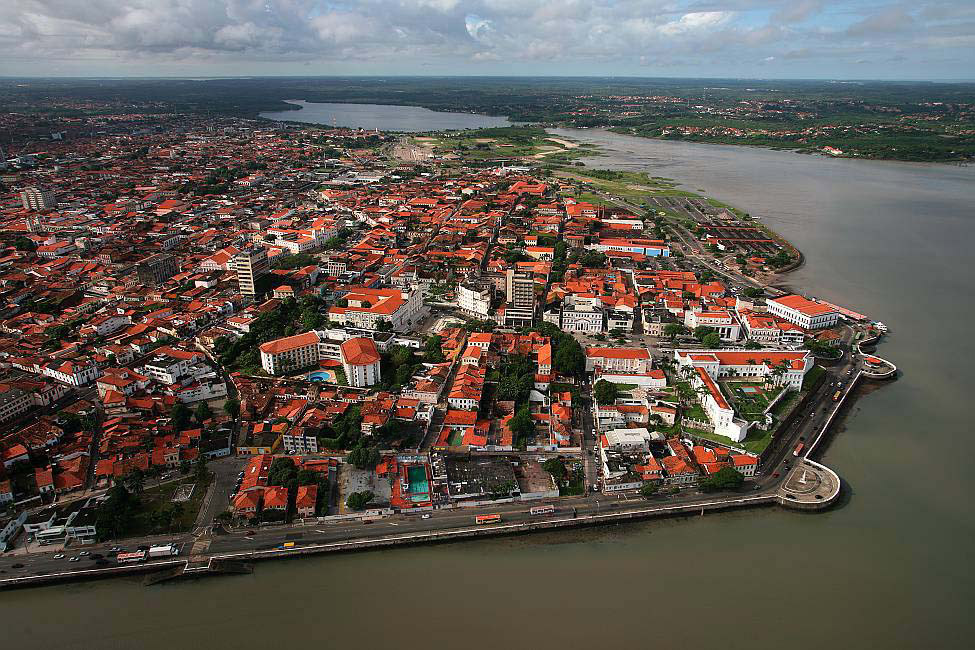
Vista aérea do Centro Histórico de São Luís, demonstrando a localização estratégica do forte construído pelos franceses.

Os quatro padres capuchinhos presentes entre os colonos eram Claude d'Abbeville, Yves d'Évreux, Arsênio de Paris e Ambrósio de Amiens. Os dois primeiros produziram importantes relatos sobre a presença francesa no Maranhão: "História dos padres capuchinhos na Ilha do Maranhão e terras circunvizinhas", escrita por Abbeville, e "Viagem ao Norte do Brasil feita nos anos de 1613 e 1614", escrita por Évreux.
Os franceses estabeleceram relações com os chefes dessas aldeias em busca de alianças contra os portugueses. Alguns desses chefes, conhecidos como morubixabas, eram: Japiaçu, chefe de Juniparanã (maior aldeia da ilha) e principal aliado dos franceses; Cachorro Grande, chefe de Eucatu (atual povoado de Rio dos Cachorros); Marcoiá Peró, de Carnaupió; Su-assuac, de Coieup; Jacuparim, chefe da aldeia Maioba. Os morubixabas eram escolhidos com base em qualidades pessoais, como a idade, experiência na guerra, oratória, número de familiares, dentre outras.
Os franceses buscaram catequizar os índios, atribuindo-lhes nomes cristãos, e estabelecendo alianças contra os portugueses. Realizaram também trocas de mercadorias. Exploraram os rios Mearim e Gurupi e iniciaram plantação de algodão, tabaco e cana.

### Condenação de "Tibira"
A obra de Évreux menciona a execução de um indígena possivelmente homossexual. Ele foi capturado, aprisionado pelos franceses e sentenciado à morte num processo do qual participaram líderes das aldeias da Ilha. Diante dos principais líderes franceses e nativos, o condenado foi amarrado pela cintura à boca de uma peça de artilharia carregada, sendo em seguida feito o disparo por um líder indígena chamado Caruatapirã. O tiro matou o condenado na hora, ficando seu corpo partido ao meio. A execução desse indivíduo, cujo nome verdadeiro é desconhecido, teria sido o primeiro caso documentado de uma morte motivada por homofobia no Brasil.

## Legado

### Cidade de São Luís

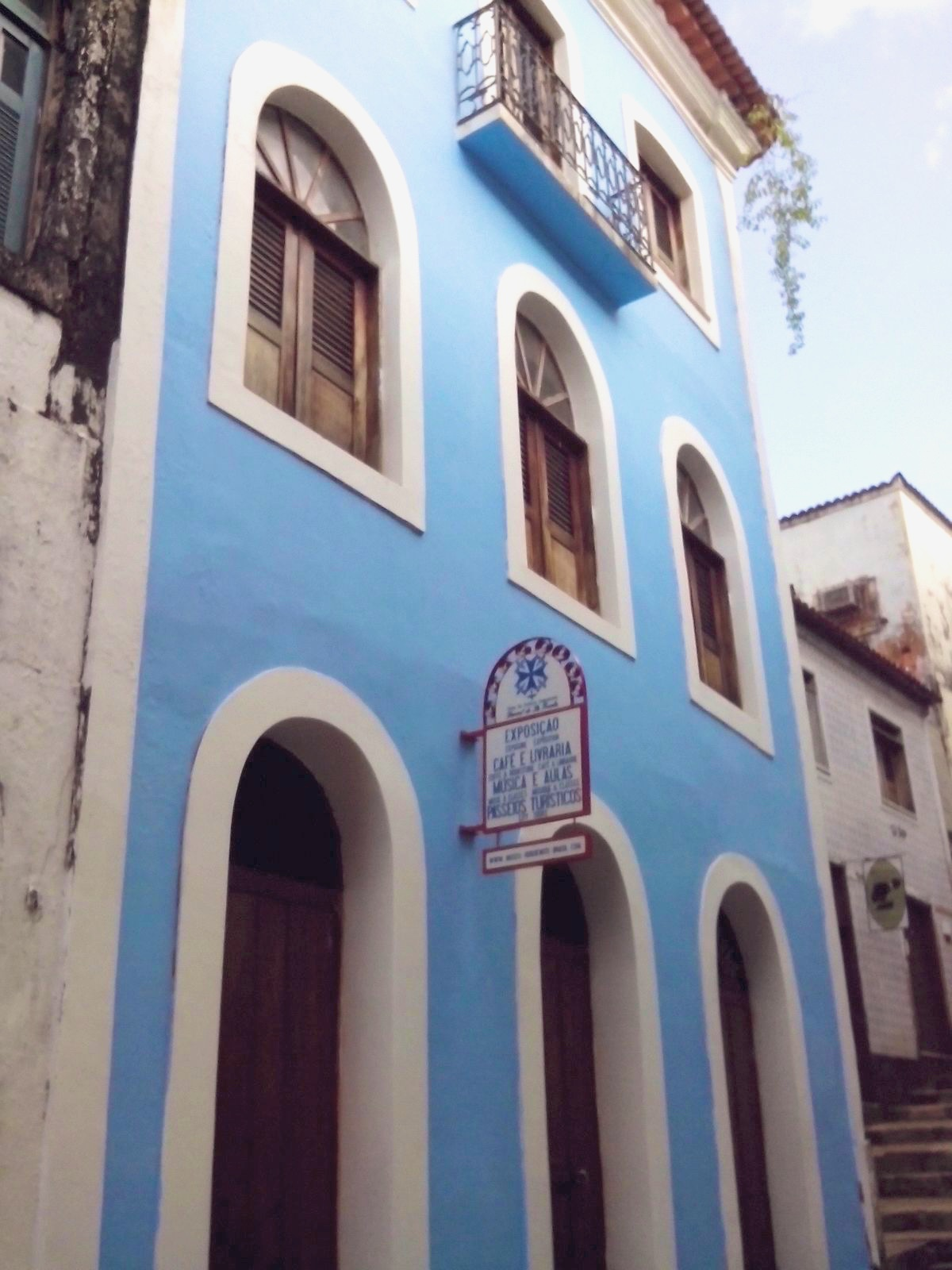
Fachada da Casa de Cultura Huguenote Daniel de La Touche

O povoado fundado pelos franceses manteve-se após o domínio português, tendo o seu nome sido aportuguesado para "São Luís", sendo esta a única capital de estado brasileira fundada por franceses. A partir de 1620, iniciou-se o afluxo de colonos oriundos da Capitania de Pernambuco e do Reino de Portugal, tendo a povoação de São Luís começado a crescer, com uma economia baseada principalmente na agromanufatura açucareira. Os nomes de alguns logradouros de São Luís fazem alusão à presença francesa: Avenida dos Franceses (ligando o aeroporto ao Centro da cidade); Avenida São Luís Rei de França (ligando a Cohab ao Turu); Avenida Daniel de La Touche (ligando a Cohama ao bairro Maranhão Novo); o Palácio La Ravadiére (sede da Prefeitura de São Luís); entre outros.
O Museu Huguenote Daniel de La Touche foi fundado em 8 de setembro de 2014 e tem como proposta ser um museu de artes, cultura, história e memória da fundação francesa de São Luís, e tem como objetivo o fortalecimento da identidade cultural franco-protestante, também identificada como huguenote que foi a nomenclatura dada aos Reformistas Protestantes da França do Século XVI.

### Ocupação portuguesa do Norte do Brasil
A expulsão dos franceses do Maranhão permitiu aos portugueses explorar a Amazônia e expandir sua presença a oeste, para dentro das terras reivindicadas pela Espanha na América do Sul. No processo de expansão, os lusitanos fundaram Belém, Macapá e muitas outras povoações. Nas décadas seguintes, também expulsaram corsários holandeses e ingleses do Rio Amazonas e de seus afluentes, onde haviam estabelecido feitorias para contrabandear drogas do sertão. As incursões desses estrangeiros através do Amazonas representavam um perigo para a exploração de ouro no Peru; sendo assim, a ocupação de territórios espanhóis pelos portugueses foi facilitada pela unidade política que esteve vigente entre as duas nações até 1640. Isso permitiu que grande parte da Amazônia passasse para domínio português e, posteriormente, brasileiro.